# Ланы (Винницкая область)
Ланы (укр. Лани) — село в Тывровском районе Винницкой области Украины.
Код КОАТУУ — 0524587903. Население по переписи 2001 года составляет 76 человек. Почтовый индекс — 23317. Телефонный код — 4355.
Занимает площадь 0,65 км².

## Адрес местного совета
23317, Винницкая область, Тывровский р-н, с. Ярышевка, Школьная, 1